# Bušovce
Bušovce, forma spolszczona: Buszowce – wieś gminna (obec) we wschodniej Słowacji w kraju preszowskim, w powiecie Kieżmark. Leży w Kotlinie Popradzkiej, u ujścia Bielskiego Potoku do Popradu.
W miejscowości jest przystanek kolejowy Bušovce.

## Historia
Teren ten był zamieszkany już w paleolicie, w młodszej epoce kamienia i brązu.
Przed przybyciem na Spisz niemieckich osadników, po najeździe tatarskim (1241), osada ta nazywała się Stragar. Późniejsze nazwy to: 
- Bussundorff (1345)
- Busson (1348)
- Bosafala (1350)
- Buschon, Busson (1414)
- Busocz, Bauschendorff (1564)
- Bussocz, Bausendorf (1773)
- Bauschendorf, Bussowce (1786)
- Bussowce (1808)
- Bussóc (1863–1873)
- Busóc (1877–1913)
- Bušovce (1920)
- Bušovce, Bauschendorf (1927–1948)[13].

Mieszkańcy wsi zajmowali się głównie rolnictwem, tkactwem i bieleniem płótna. Posiadaczami ziemskimi byli głównie Niemcy, Słowacy w większości pracowali jako robotnicy rolni. Po II wojnie światowej Niemcy zostali wysiedleni, a wieś zaludnili nowi osadnicy.
W Bušovcach znajduje się kościół rzymskokatolicki św. Wawrzyńca z początku XIV wieku, przebudowany w XVII wieku w stylu barokowym, neogotycki kościół ewangelicki z 1818 roku, odnowiony końcem XIX wieku oraz barokowo-klasycystyczna siedziba władz z końca XVIII wieku.

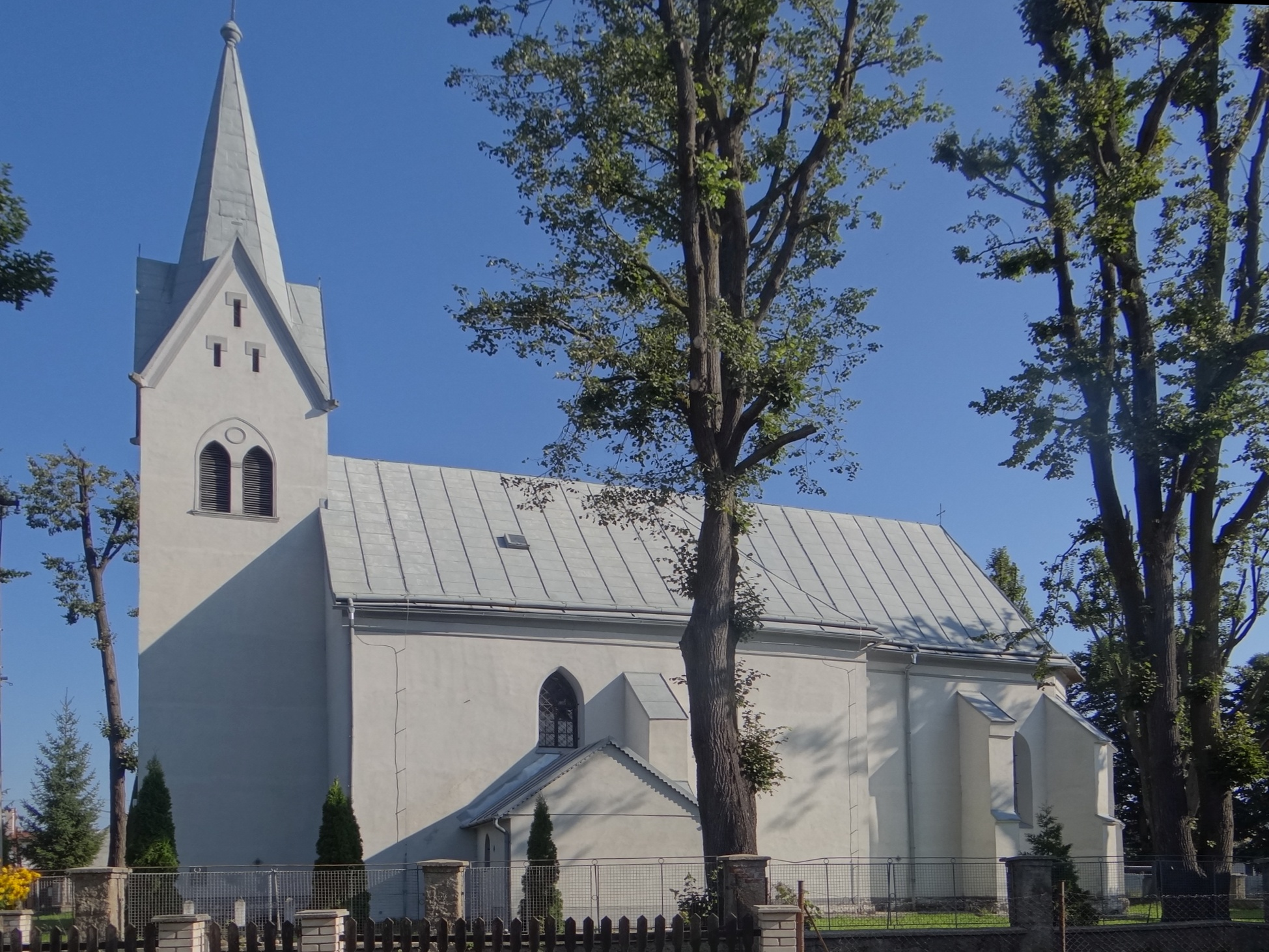
Kościół rzymskokatolicki
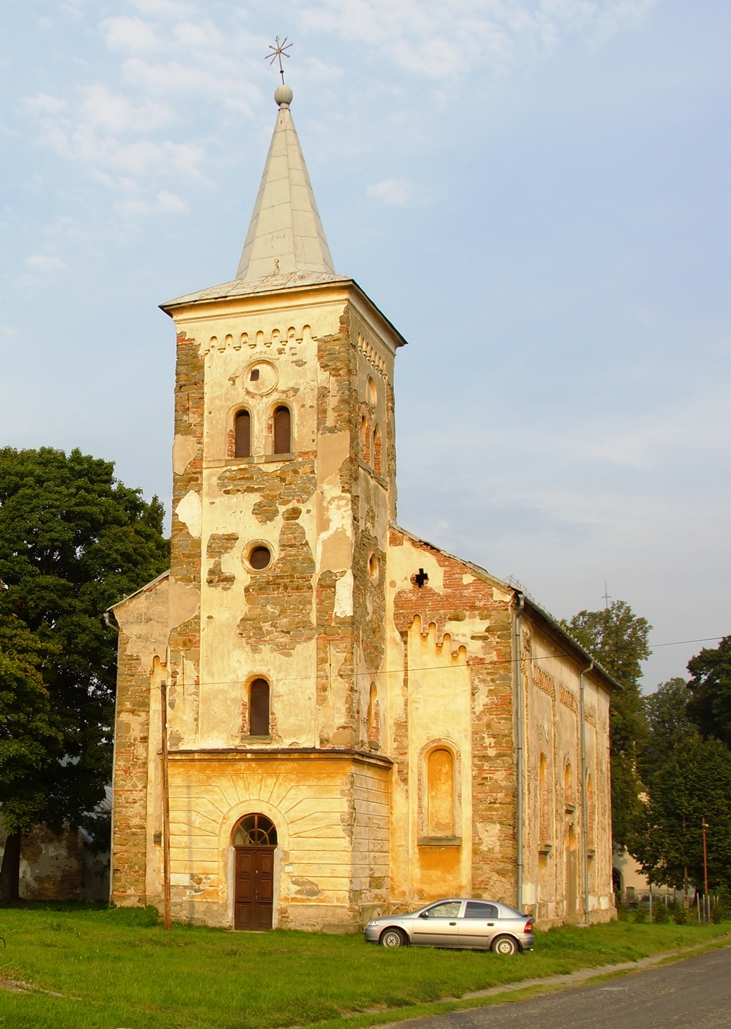
Kościół ewangelicki
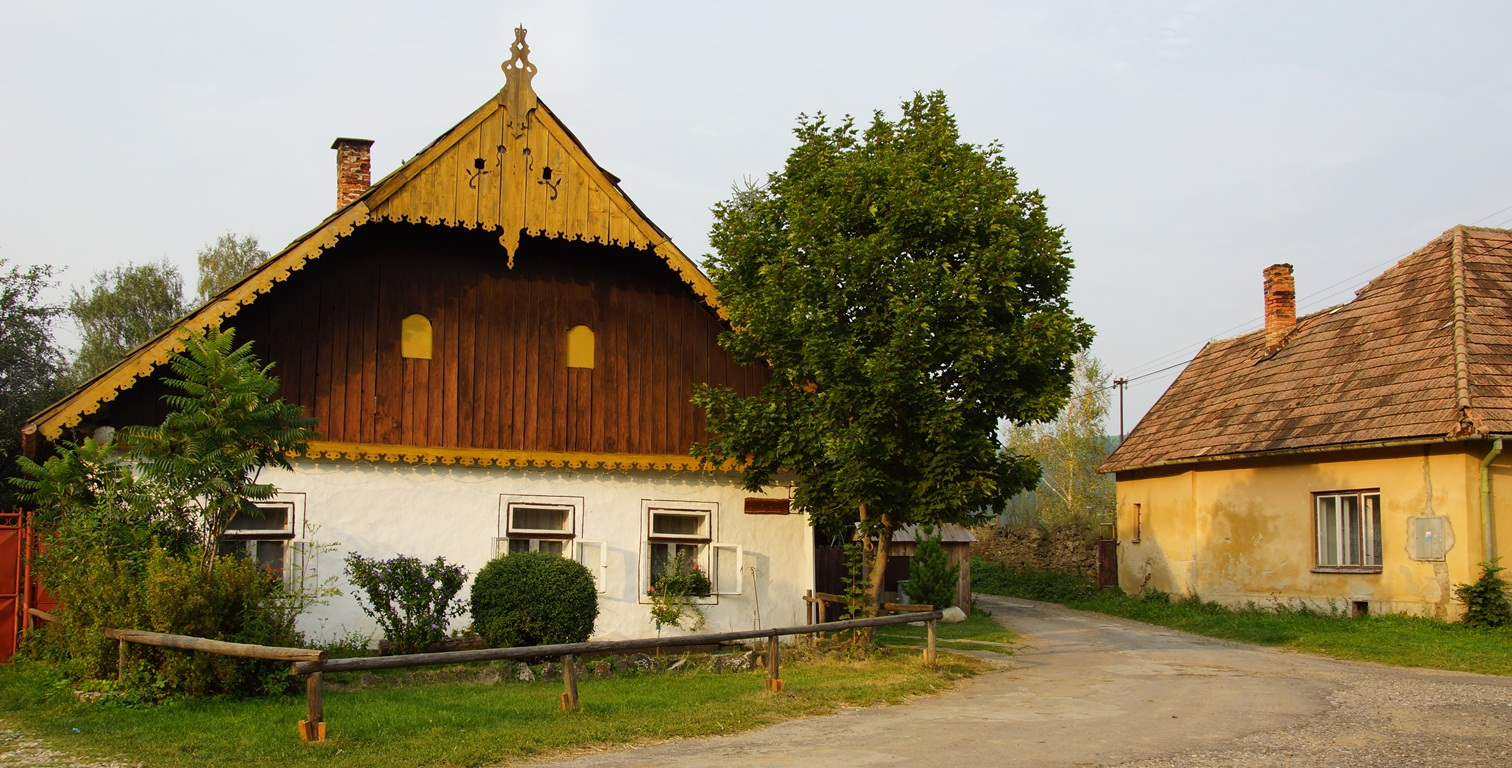
Budynki regionalne